# Паришан (озеро)
Паришан (перс. پریشان‎) — самое большое пресноводное озеро в Иране, располагающееся в аллювиальной котловине около Загроса, в провинции Фарс. Озеро имеет площадь 48 км², глубину 7,0 м и объём 0,144 км³, но приведённые значения значительно колеблются в зависимости от времени года или засух, из-за которых оно иногда полностью пересыхает.
У Паришана нет постоянных притоков, и он получает воду с помощью осадков. Средняя высота озера над уровнем моря составляет 819 м. Котловину озера населяет примерно 100 000 людей, из которых большинство живёт в городе Казеруне. Озеро находится в одноимённом шахрестане, а город Казерун находится в 12 км северо-западнее. Благодаря биоразнообразию в озере и прилегающих болотах, 23 июня 1975 года Паришан вместе с соседним Аржаном провозглашен рамсарским регионом, а в 1976 году ЮНЕСКО его признало как резерват биосферы. Озеро известно также под названиями Мур и Фамур.

## География
Паришан находится в средней части Загроса, в тектонической котловине, которая в соответствии с горной цепью простирается в направлении с северо-запада на юго-восток. Тектонически она образована в период мезозоя. Котловина с запада ограничена горами Кух-е-Шару (1484 м), Кух-е-Кебле (1806 м) и Кух-е-Маст (1686 м), а с востока — Кух-е-Фамуром (1784 м), Кух-е Даваном (2250 м) и Кух-е-Шапуром (1552 м). В более узком смысле, западный прибрежный пояс озера протягивается в одном направлении с аллювием и имеет очень крутой наклон, а части восточного берега под холмами Кух-е Боз (1177 м) и Кух-е-Кучакло (1063 м) значительно круче. Эти отвесные скалы состоят преимущественно из известняка и датируются олигоценом и миоценом. Самая большая высота над уровнем моря у этого озера составляет 819 м, но в продолжении сухих времен года может опуститься до 3,0 м.
Форма озера — вытянутая и простирается параллельно окрестным горам на 14 км в длину, а его ширина колеблется от 1 км в южной части до 4,5 км в северной. Площадь колеблется между 43 км² и 48 км². Археологические памятники вроде Бишапура и другие топонимы, названные по сасанидским властителям, свидетельствуют, что котловина была населена ещё в древнее время. Другие населённые пункты, кроме Казеруна, расположенные близко к озеру, включают около 20 деревень, среди которых самые большие: Шахренджан, Паришан, Де-Паге, Конар-е Хощкь и Мула-Аре.

## Гидрология
Паришан в гидрологическом и гидрогеологическом смысле принадлежит комплексному карстовому ландшафту т. н. Казерунского бассейна (266,5 км²), чьи водоразделы определены верхами западных гор, а на востоке они охватывают более широкий район, то есть параллельную котловину, расположенную на 300—500 м большей высоте над уровнем моря. Параллельные горы Загроса геологически представляют собой антиклинали, а аллювиальные котловины расположены на их известняковых. В поперечном разрезе этот рельеф имеет облик каскадов, которые спускаются к юго-западу — осадки с горных впадин до котловин, а потом в виде подземных вод до соседней котловины на нижнем уровне. Паришан полностью зависит от этого гидрологического цикла, потому что у него нет притоков. Он гидрологически непосредственно связан с двумя параллельными котловинами, включая и озеро Аржан, которое удалено примерно на 15 км к северо-востоку и расположено на высоте примерно 1200 м выше, чем Паришан.
Количество осадков — в этом регионе незначительно и составляет менее 250 мм, учитывая, что преобладает жаркий пустынный климат. Минимальные температуры воздуха (8,6 °C) и воды (8,2 °C) отмечены в январе, а максимальные (29,8 °C и 28,2 °C) — в августе. Относительная влажность воздуха самой низкой является в августе (32,68 %), а самая высокая — в феврале (79,2 %). Испарение самое высокое — в июле (250 % по отношению к средней величине), а самое низкое — в феврале (48,5 %). Большая засуха с начала 2000-х гг., как и неконтролируемый рост сельскохозяйственной активности, обусловили снижение объёма Паришана на 80 % от изначального. В 2005 году начался всеохватывающий процесс в рамках программы Объединенных наций для развития, с помощью которого планируется вернуть озеру первоначальный объём. Пресноводный Паришан имеет другие лимнологические характеристики, чем большие соленые озера Фарса, такие как Бахтеган, Махарлу и Ташк.

## Флора и фауна
Около Паришана живут следующие виды животных: муфлон, бурый медведь, леопард; птицы: далматинский пеликан, чёрный аист, могильник.